# Bactrophorinae
Sous-famille
Les Bactrophorinae sont une sous-famille d'insectes orthoptères de la famille des Romaleidae.

## Distribution
Les espèces de cette sous-famille se rencontrent en Amérique.

## Liste des genres
Selon Orthoptera Species File (16 juillet 2018) :
- tribu des Bactrophorini Amédégnato, 1974
  - genre Cristobalina Rehn, 1938
  - genre Mayalina Amédégnato, Poulain & Rowell, 2012
  - genre Andeomezentia Amédégnato & Poulain, 1994
  - genre Hylaezentia Amédégnato, Poulain & Rowell, 2012
  - genre Mezentia Stål, 1878
  - genre Lempira Rehn, 1938
  - genre Panamacris Rehn, 1938
  - genre Pararhicnoderma Rowell, 2012
  - genre Rhicnoderma Gerstaecker, 1889
  - genre Bactrophora Westwood, 1842
  - genre Bora Amédégnato & Descamps, 1979
  - genre Hyleacris Amédégnato & Descamps, 1979
  - genre Silacris Amédégnato & Descamps, 1979
- tribu des Ophthalmolampini Descamps, 1977
  - sous-tribu des Helicopacrina Descamps, 1978
    - genre Helicopacris Descamps, 1978

  - sous-tribu des Lagarolampina Descamps, 1978
    - genre Elutrolampis Descamps, 1978
    - genre Habrolampis Descamps, 1978
    - genre Hekistolampis Descamps, 1978
    - genre Helolampis Descamps, 1978
    - genre Inbiolampis Rowell, 2012
    - genre Lagarolampis Descamps, 1978
    - genre Tikaodacris Descamps, 1978
    - genre Zoumolampis Descamps, 1978

  - sous-tribu des Nautiina Descamps, 1978
    - genre Drypetacris Descamps, 1978
    - genre Euprepacris Descamps, 1977
    - genre Nautia Stål, 1878
    - genre Othnacris Descamps, 1977
    - genre Pseudonautia Descamps, 1978
    - genre Xenonautia Descamps, 1977

  - sous-tribu des Ophthalmolampina Descamps, 1977
    - genre Adrolampis Descamps, 1977
    - genre Aphanolampis Descamps, 1978
    - genre Apophylacris Descamps, 1983
    - genre Caenolampis Descamps, 1978
    - genre Chromolampis Descamps, 1977
    - genre Nothonautia Descamps, 1983
    - genre Ophthalmolampis Saussure, 1859
    - genre Peruviacris Descamps, 1978
    - genre Poecilolampis Descamps, 1978
- tribu des Taeniophorini Brunner von Wattenwyl, 1893
  - genre Hylephilacris Descamps, 1978
  - genre Megacephalacris Descamps & Amédégnato, 1971
  - genre Megacheilacris Descamps, 1978
  - genre Pouplainiella Cadena-Castañeda & Cardona, 2015
  - genre Taeniophora Stål
  - genre Taeniophorella Cadena-Castañeda & Cardona, 2015

## Systématique et taxinomie
Cette sous-famille a été décrite par l’entomologiste française Christiane Amédégnato en 1974. Bactrophora Westwood, 1842 en est le genre type.

## Publication originale
- Amédégnato, 1974 : Les genres d'acridiens neotropicaux, leur classification par familles, sous-families et tribus. Acrida. vol. 3, no 3, p. 193-204.